# Dražen Gović
Dražen Gović (Šibenik, 29. travnja 1982. – Podi, Dubrava kod Šibenika, 16. veljače 2022.) bio je hrvatski nogometaš. Igrao je za brunejski DPMM. Igrao je na veznoj liniji na lijevoj strani.
Jedan od najvećih talenata šibenskog nogometa i generacijski športski vođa u Šibeniku. Posebno omiljen među navijačima HNK Šibenik i sugrađanima svog rodnog grada., 